# Legau
Legau è un comune tedesco di 3 087 abitanti, situato nel land della Baviera.